# Ньюмен, Джон Генри
Джо́н Ге́нри Нью́мен CO (англ. John Henry Newman; 21 февраля 1801[…], Лондон — 11 августа 1890[…], Эдгбастон, Бирмингем), известный также как кардинал Ньюмен и святой Джон Генри Ньюмен — центральная фигура в религиозной жизни Великобритании викторианского периода, богослов. Приобрёл общенациональную известность к середине 1830-х годов.
Сторонник евангелического богословия в молодости, в течение своей преподавательской деятельности в Оксфордском университете Ньюмен, будучи священником в Церкви Англии, сблизился с ортодоксальной партией в Государственной церкви, став лидером и активным полемистом в защиту Оксфордского движения. В 1845 году Ньюмен (и некоторые из его последователей) покинул Церковь Англии и свой пост в университете, присоединившись к Католической церкви. Он был рукоположён во священника и продолжил своё служение в Бирмингеме. В 1879 году, в знак признания его заслуг в деле распространения веры в Англии, он был возведён в сан кардинала Папой Львом XIII: кардинал-дьякон с 12 мая 1879 года, с титулом Сан-Джорджо-ин-Велабро с 15 мая 1879; кардинал-протодьякон с 8 февраля 1890 года. Ньюмен сыграл важную роль в создании Католического университета Ирландии, который был преобразован в Дублинский университетский колледж.
Ньюмен был беатифицирован Папой Бенедиктом XVI 19 сентября 2010 года во время официального визита Понтифика в Соединённое королевство, а 13 октября 2019 года канонизирован Папой Франциском.
Ньюмен также был заметным деятелем литературного мира. Его труды включают его автобиографию «Apologia Pro Vita Sua» (1865-66 гг.), «Grammar of Assent» (1870 г.) и поэму The Dream of Gerontius (1865 г.), которая была переложена на музыку в 1900 году Эдуардом Элгаром. Он также является автором некоторых известных гимнов («Lead, Kindly Light» и «Praise to the Holiest in the Height»).

## Ранняя жизнь и образование
Ньюмен родился в лондонском Сити,. Он был старшим из трёх сыновей (у него также было трое сестёр). Его отец, Джон Ньюмен, был банкиром в фирме «Ramsbottom, Newman and Company» на Ломбард-стрит. Его мать, Джемима (Jemima), происходила из знатной гугенотской семьи, нашедшей прибежище в Англии (её пращуром был гравёр, типограф и издатель Пол Фордринье (Paul Fourdrinier). Его младшим братом был Фрэнсис Ньюмен. Его старшая сестра, Харриет Елизавета (Harriet Elizabeth), вышла замуж за Томаса Мозли (Thomas Mozley), который станет одним из видных деятелей Оксфордского движения. Семья проживала на Саутхэмптон-стрит (Southampton Street; ныне Southampton Place) в Блумсбери, а также приобрела загородный дом недалеко от Ричмонда в начале 1800-х годов.

### Школа в Илинге
В возрасте семи лет Ньюмен был отправлен в Высшую школу Илинга (Great Ealing School), директором которой был Джордж Николас (George Nicholas). Здесь Джордж Гексли, отец Томаса Генри Гексли, преподавал математику, а преподавателем истории Античности и античных языков (латыни и древнегреческого) был Уолтер Майерс (Walter Mayers, 1790—1828 гг.). Ньюмен не принимал участия в школьных играх. Он с упоением читал произведения Вальтера Скотта и Роберта Саути. В возрасте четырнадцати лет, он познакомился с трудами таких скептиков, как Томас Пейн, Дэвид Юм и, возможно, Вольтер.

### Евангелик
В возрасте пятнадцати лет, во время последнего своего года в школе, Ньюмен пережил опыт обращения. Об этом событии он писал в своей Apologia, что оно было «более определённым чем то, что у меня есть руки и ноги». Примерно в то же время (март 1816 года) банк «Ramsbottom, Newman and Co.» обанкротился. Хотя владельцам удалось выплатить деньги своим кредиторам, отец Ньюмена оставил банковское дело и стал директором пивоварни. Уолтер Майерс, который сам пережил опыт обращения в 1814 году, одолжил Ньюмену книги, посвящённые английской кальвинистской традиции Осенью 1816 года Ньюмен «подпал под влияние чётко определённого вероучения», а его разум вобрал в себя «представления о догме, которые, по милости Божьей, никогда не были изглажены или затуманены». Он присоединился в той части евангелического движения, которая стояла на кальвинистских позициях, и, под влиянием трудов Томаса Ньютона и чтения «Истории Церкви Христовой» Джозефа Милнера (Joseph Milner), придерживался типичного для её представителей взгляда о том, что Папа Римский был Антихристом. Сам Майерс был умеренным кальвинистом, принадлежавшим к так называемой «Клэпхэмской секте». Ньюмен также читал работы Уильяма Лоу (William Law) и Уильяма Бевериджа (William Beveridge). Был он знаком и с Силой Истины (The Force of Truth) известного комментатора Библии Томаса Скотта.
Хотя к концу своей жизни Ньюмен рассматривал своё обращение к евангелическому Христианству в 1816 году как на событие, спасшее его душу, он постепенно отошёл от кальвинизма его ранней молодости. Как пишет об этом Имон Даффи (Eamon Duffy): «Он стал рассматривать Евангелизм, с его акцентом на религиозное чувство и реформационную доктрину спасения только верой, в качестве троянского коня для недогматического религиозного индивидуализма, который игнорировал роль Церкви в передаче богооткровенной истины, что неизбежно вело к субъективизму и скептицизму.»

### Университет
Предполагалось, что Ньюмен будет поступать в Линкольнс-Инн, однако, в конце концов, его отправили в оксфордский Колледж Св. Троицы, где он прилежно учился. Его страстное стремление успешно сдать выпускные экзамены привело к печальному результату: он провалил экзамены, и он выпустился со степенью бакалавра третьего класса с отличием в 1821 году.
Желая остаться в Оксфорде, Ньюмен стал набирать частных учеников и готовиться к экзамену на членство в Ориел-колледж Оксфордской университета, который являлся «признанным центром интеллектуальной жизни Оксфорда» и был единственным колледжем, проводившим подобный экзамен. Ньюмен был избран членом Ориел-колледжа 12 апреля 1822 года. Эдвард Пьюзи был избран членом этого же колледжа в 1823 году.

## Англиканский священник
13 июня 1824 года Ньюмен был рукоположён во диакона в Соборе Христа в Оксфорде. Десятью днями позже, находясь в гостях у своего бывшего учителя, преподобного Уолтера Майерса, ставшего приходским священником (curate) в 1823 году, он прочитал свою первую проповедь в приходской церкви Пресвятой Троицы в деревне Овер-Уортон (Over-Worton), недалеко от Банбери в Оксфордшире. 29 мая 1825, в День Святой Троицы (Trinity Sunday), Ньюмен был рукоположён во священника в Соборе Христа. По рекомендации Пьюзи, он стал приходским священником в церкви св. Климента, Оксфорд. Здесь он провёл два года, занимаясь приходской деятельностью, а также написал статьи «Аполлоний Тианский», «Цицерон» и «Чудеса» для Encyclopaedia Metropolitana.
Ричард Уэйтли и Эдвард Копельстон, провост Ориел-Колледжа, возглавляли «Интеллектуалов Ориел-колледжа» (Oriel Noetics) — группу свободомыслящих профессоров (dons). В 1825 году, по просьбе Уотли, Ньюмен стал проректором (vice-principal) колледжа Сент-Олбан (St Alban Hall), однако пробыл на этом посту лишь год.

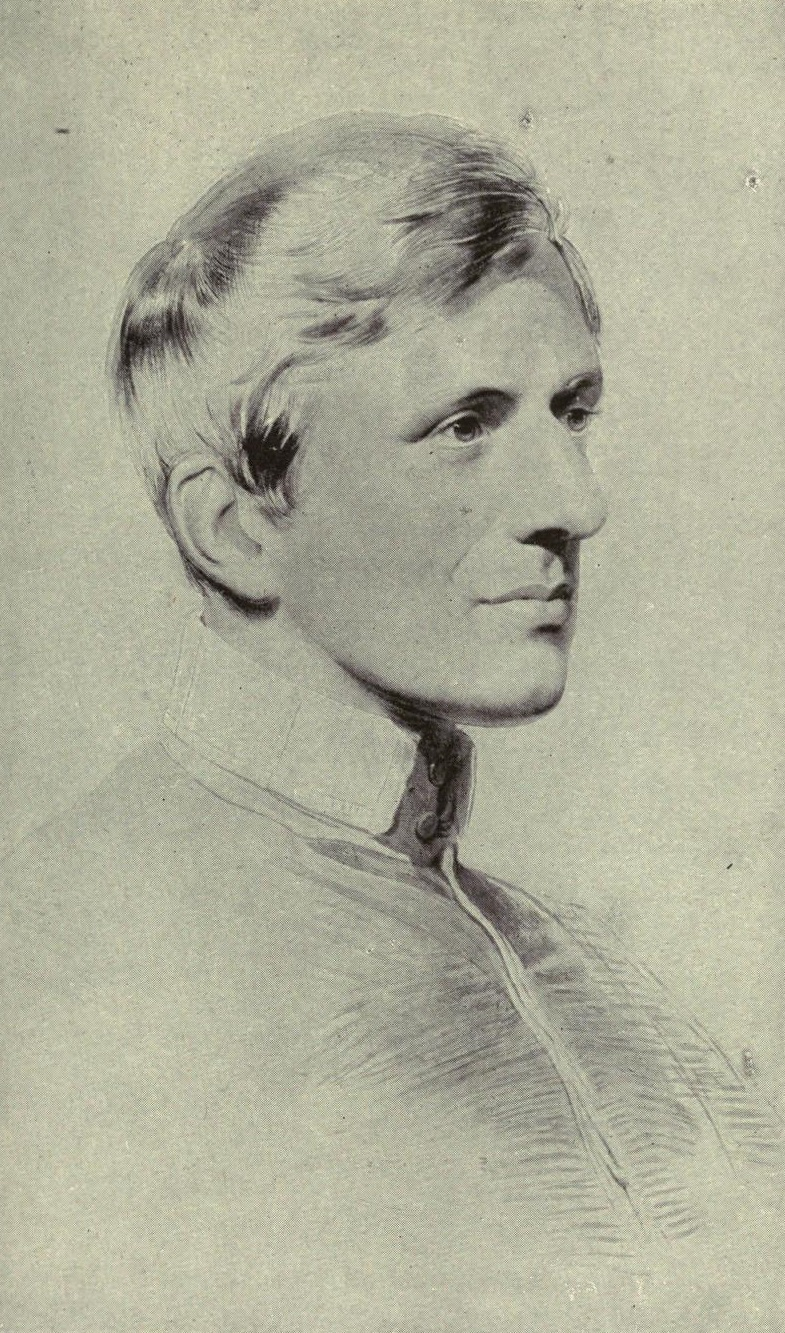
Портрет Ньюмена, написанный Джорджем Ричмондом в 1844 году.

В 1826 году Ньюмен вернулся в Ориел в качестве преподавателя. В том же году Ричард Фроуд, который по описанию Ньюмена был «одним из проницательнейших, умнейших и серьёзнейших людей» каких он только встречал, был избран действительным членом колледжа. Вместе они сформировали высокий идеал преподавательской деятельности (более клерикальный и пастырский по своему характеру, нежели светский), что привело к напряжённым отношениям с другими коллегами по колледжу. Ньюмен помогал Уотли в написании популярной книги «Элементы логики» (Elements of Logic) (1826 год). Именно от Уотли он воспринял идею Христианской церкви как института: «… Богом установленного и… независимого от Государства, обладающего собственными правами, прерогативами и властью».
Ньюмен разобрал отношения с Уотли в 1827 году, когда встал вопрос о переизбрании Роберта Пиля членом Парламента от Оксфордского университета: Ньюмен выступил против по личным причинам. В 1827 году Ньюмен проповедовал в Уайтхолле.

## Оксфордское движение
В 1828 году Ньюмен поддержал и, фактически, добился избрания Эдварда Хокинса (Edward Hawkins) на должность провоста Ориел-колледжа. Хокинс был избран вместо Джона Кибла. Результатом этого выбора, как в дальнейшем отмечал Ньюмен, стало Оксфордское движение со всеми его последствиями. В этом же году Ньюмен был назначен настоятелем (vicar) Университетской церкви св. Девы Марии. За этой должность также была закреплён бенефиций Литтлмора (к югу от Оксфорда), а Пьюзи стал королевским профессором иврита (Regius Professor of Hebrew).
Хотя в этот период Ньюмен всё ещё был номинально связан с евангеликами, его взгляды постепенно стали принимать всё более «высокоцерковный» тон. Джордж Херринг считает, что смерть его сестры Марии (в январе 1828) оказала на Ньюмена огромное влияние. В середине этого года Ньюмен углубляется в изучение работ Отцов Церкви.
Будучи секретарём Общества церковной миссии, Ньюмен распространил анонимное письмо, в котором предлагал метод, с помощью которого клирики Государственной церкви могли бы вытеснить нонконформистов с тех позиций, которые позволяют им контролировать общество. В результате он был снят со своего поста 8 марта 1830 года. Тремя месяцами позже Ньюмен прекратил своё членство в Библейском обществе, тем самым оборвав окончательно свою связь с евангеликами. в 1831—1832 гг. Ньюмен стал «Избранным проповедником» (Select Preacher) Оксфордского университета. В 1832 году расхождения с Хокинсом по вопросу о «сущностно религиозной природе» наставничества (tutorship) в колледже сильно обострились, что побудило Ньюмена подать в отставку.

### Средиземноморское путешествие
В декабре 1832 года, Ньюмен и Харрел Фруд, ввиду состояния здоровья последнего, отправились в тур по Южной Европе. На борту почтового парохода «Гермес» (Hermes) они посетили Гибралтар, Мальту, Ионические острова, Сицилию, Неаполь и Рим, где Ньюмен познакомился с Николасом Уайзменом. В письме домой он описал Рим как «самое прекрасное место на земле». Однако о Римской Католической церкви он отозвался как о «политеистической, деградирующей и идолопоклоннической».
Во время этой поездки Ньюмен написал большую часть коротких стихотворений, которые годом позже были опубликованы в сборнике «Lyra Apostolica». Вместо того, чтобы ехать вместе с Фрудом домой из Рима в апреле, Ньюмен вернулся на Сицилию один. Он серьёзно заболел, мучимый либо желудочным расстройством, либо брюшным тифом, что вынудило его остаться в Леонфорте. Однако он оправился от болезни с уверенностью в том, что у Бога есть для него миссия в Англии. Ньюмен рассматривал эту болезнь как провиденциальную. В июне 1833 года он покинул Палермо, отправившись в Марсель, которая попала в штиль в Бонифациеве проливе. Здесь Ньюмен написал стихотворение «Lead, Kindly Light», которое позднее стало известным гимном.

### «Трактаты для нашего времени»

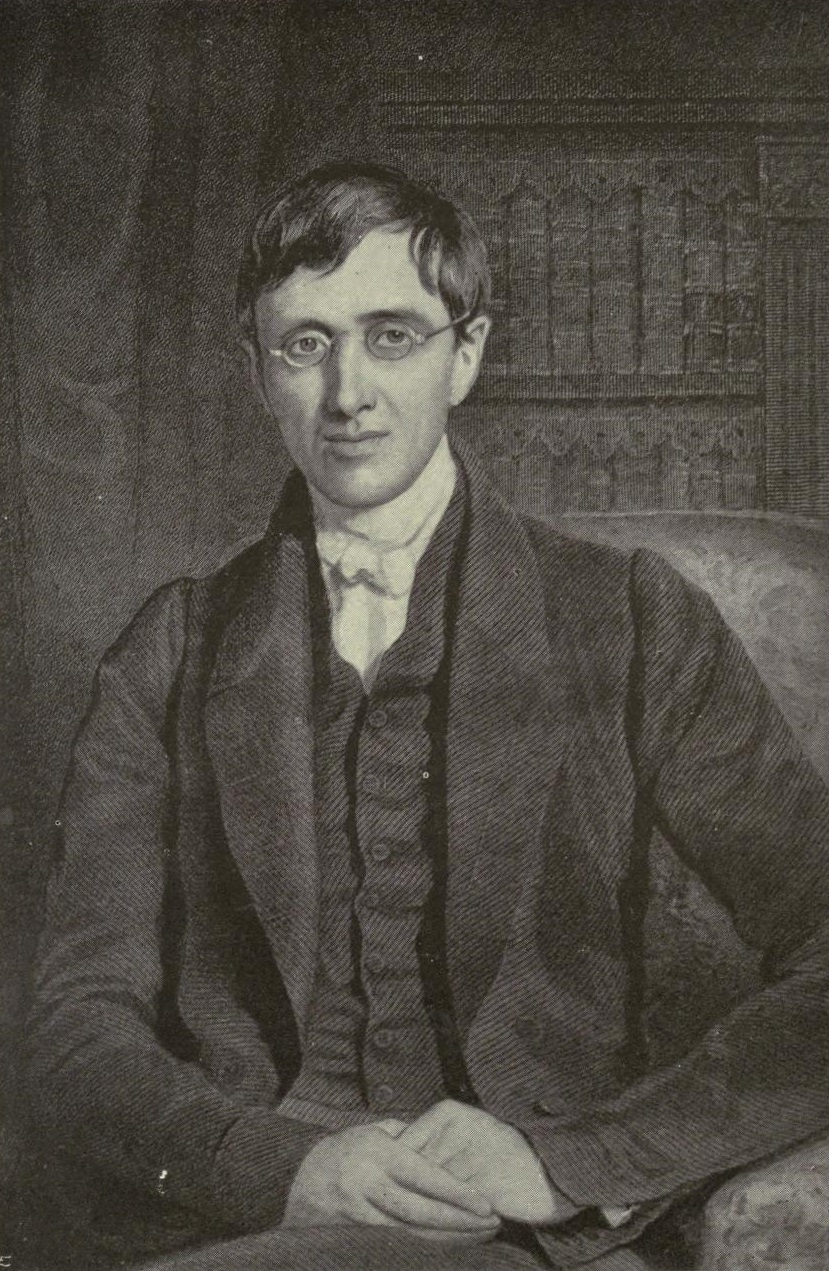
Джон Генри Ньюмен. Портретная миниатюра, созданная Уильямом Чарльзом Россом.

Ньюмен вернулся в Оксфорд 9 июля 1833 года. 14 июля Джон Кибл произнёс в Университетской церкви св. Марии свою знаменитую проповедь о «Национальном отступничестве», которую впоследствии Ньюмен рассматривал в качестве отправной точки в истории Оксфордского движения. По словам Ричарда Уильяма Чёрча, именно «Кибл вдохновил, Фруд дал импульс, а Ньюмен взялся за работу» по созданию движения. Однако начало организационной деятельности по праву принадлежит Хью Джеймсу Роузу, редактору «British Magazine», которого называли «кембриджским основоположником Оксфордского движения». Роуз встретил зачинателей движения во время своего визита в Оксфорд, где он искал авторов для своего журнала. В его доме приходского священника в Хадли, графство Суффолк, 25-26 июля состоялась встреча клириков-ортодоксов (Ньюмен не присутствовал; были Харрелл Фруд, Артур Филипп Персеваль, Уильям Палмер),, во время которой они приняли решение бороться за апостольское преемство в Церкви Англии, целостность и неприкосновенность Книги общей молитвы.

### Сомнения и противостояние
Влияние Ньюмена в Оксфорде достигло своей высшей точки в 1839 году. Однако именно тогда его исследования монофизитства породили в нём сомнения в отношении богословия Государственной церкви, а именно в отношении её соответствия принципам церковной власти, которых он придерживался. Он ознакомился со статьёй Николаса Уайзмена в «Dublin Review», которая была посвящена «Англиканской претензии» (The Anglican Claim) и в которой Уойзмен цитировал Августина Гиппонского, участвовавшего в полемике против донатистов, «securus judicat orbis terrarum» («мир судит надёжно»). Позже Ньюмен напишет о своей реакции на прочитанное:
Ибо простое предложение, слова святого Августина, поразило меня с силой, которую я никогда не чувствовал ни от каких-либо других слов, ранее прочитанных… они были подобны 'Tolle, lege, — Tolle, lege,' ребёнка, которые обратили самого святого Августина. 'Securus judicat orbis terrarum!' Этими велики словами древнего Отца Церкви, объясняющими и суммирующими долгий и разнообразный путь церковной истории, богословие Via Media было совершенно уничтожено. (Apologia, part 5)
После фурора, вызванного проповедью эксцентричного Джон Бренд Моррис в Университетской церкви св. Марии в сентябре 1839 года, Ньюмен стал задумываться о том, чтобы покинуть Оксфорд. В качестве возможного шага он рассматривал создание общины монашествующих в Литтлморе недалеко от Оксфорда. За время своего служения в церкви св. Марии, Ньюмен построил часовню, освящённую во имя свв. Николая и Марии, и школу. Мать Ньюмена заложила первый камень в 1835 году: проект получил финансовую помощь от Ориел-колледжа, выделившего на него £100. Ньюмен планировал назначить Чарльза Пуртельза Голайтли (Charles Pourtales Golightly), сотрудника Ориел-колледжа, в качестве настоятеля Литтлмора в 1836 году. Однако Голайтли выступил с категоричными возражениями против одной из проповедей Ньюмена и присоединился к группе агрессивных антикатоликов. В результате назначение получил Айзек Ульямс, которого сменил Джон Роуз Блоксам (John Rouse Bloxam), прослуживший с 1837 по 1840 гг. (в этот период открылась школа) Джон Уильям Коплэнд (William John Copeland) занял место настоятеля Литтлмора в 1840 году.
Ньюмен продолжал отстаивать ортодоксальное вероучение Церкви Англии публично вплоть до 1841 года, когда он опубликовал 90-й трактат, который стал последним из «Трактатов для наших дней». В этом детальном рассмотрении 39 статей англиканского вероисповедания утверждалось, что их составители отрицали не против католического вероучения, а против народного искажения этого вероучения и вытекавших из него ошибок. Хотя данная позиция не представляла собой чего-то нового Арчибальд Тэйт, вместе с ещё тремя старшими преподавателями, осудил трактат. Другие главы колледжей и представители иерархии присоединились к осуждению. По просьбе Ричарда Бэгота, епископа Оксфорда, публикация Трактатов была остановлена.

### Отъезд в Литтлмор
Ньюмен также подал в отставку с поста редактора «British Critic» и с того момента, как он позже описывал это, был «на смертном одре в отношении принадлежности к Англиканской церкви». Он полагал, что положение англикан было схожим с положением полу-ариан в арианской полемике. Проект совместного Англикано-лютеранского диоцеза в Иерусалиме являлся для него ещё одним свидетельством в пользу того, что Церковь Англии не являлась апостольской.

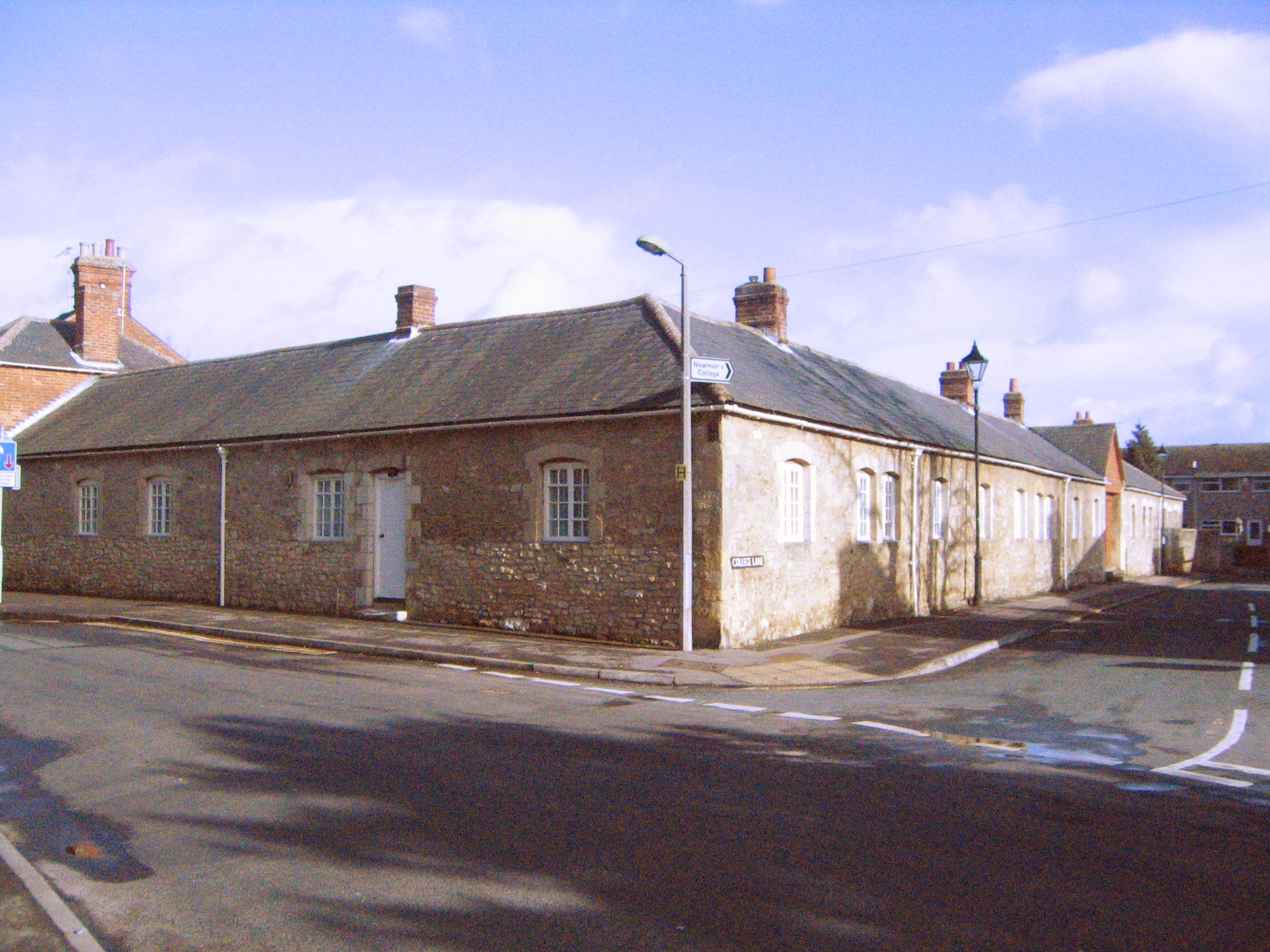
Ньюмен-колледж на Колледж-лейн, Литтлмор.

В 1842 году Ньюмен перебирается в Литтлмор вместе с небольшой группой последователей: здесь они живут в практически монашеских условиях. Первым к нему присоединился Джон Добри Далгэрнс (John Dobree Dalgairns). Помимо него в Литтлмор перебрались Уильям Локхарт (по совету Генри Мэннига, Эмброуз Сент-Джон (в 1843 году), Фредерик Оакли и Олбани Джеймс Кристи (в 1845 году) Группа преобразовала здания на нынешней Колледж-лейн в Литтлморе, располагавшиеся напротив постоялого двора, включая конюшни и каретный сарай. Ньмен назвал этот комплекс «домом Пресвятой Девы Марии в Литтлморе» (ныне Ньюмен-колледж). Этот «англиканский монастырь» привлёк общественное внимание и вызвал немалый интерес в Оксфорде, который Ньюмен постарался снизить; однако некоторые в Университете стали называть его «Ньюменут» (по аналогии с Мейнут-колледжем, располагающемся в деревне Мейнут Ирландии). Некоторые из учеников Ньюмена писали об английских святых. Сам Ньюмен в это самое время работал над завершением «Очерка о развитии вероучения».
В феврале 1843 года Ньюмен опубликовал (в качестве анонса) в «Оксфордском консервативном журнале» (Oxford Conservative Journal) анонимное, но, тем не менее, официальное отречение от всех своих суровых высказываний против Католицизма. Локхарт стал первым членом «литтлморской группы», присоединившимся к Католической церкви. Ньюмен произнёс свою прощальную проповедь, известную как «Прощание друзей» в качестве священника Церкви Англии в Литтлморе 25 сентября. После этого он отказался от бенефиция, приписанного к Университетской церкви св. Марии. Он оставался в Литтлморе в течение ещё двух лет до своего принятия в Католическую церковь.

## Обращение в католицизм
Прошло два года до того, как Ньюмен был принят в общение Католической церкви итальянским пассионистом Домиником Барбери 9 октября 1845 года в колледже в Литтлморе. Это событие имело серьёзные личные последствия для Ньюмена: он пережил разрыв отношений с семьёй и друзьями, а мнения о нём в Оксфорде стали сильно поляризованными. Влияние трактарианского движения на Церковь Англии до сих пор является предметом дебатов среди исследователей, некоторые из которых считаю его (как и доминирующее положение движения в Оксфорде) преувеличенным. Работы трактарианцев имели широкое хождение в интеллектуальных кругах, представители которых не имели личных контактов с лидерами движения, и после 1845 года.

### Ораторианец
В феврале 1846 года Ньюмен покинул Оксфорд, перебравшись в Оскотт, где располагалась резиденция апостольского викария округа Мидленда епископа Уайзмэна. В октябре он отправился в Рим, где кардинал Джакомо Филиппо Франсони, префект Священной конгрегации по распространению Веры, рукоположил его во священника, а Папа Пий IX присвоил ему степень доктора богословия (D.D., Divinitatis Doctor). В конце 1847 года, Ньюмен вернулся в Великобританию в качестве ораторианца, поселившись сначала в Мэривейл (Maryvale; рядом со Старым Оскоттом (Old Oscott)), затем в Колледже св. Уилфрида, г. Чидл и, чуть позже, при церкви св. Анны в Бирмингеме. Наконец он переехал в район Бирмингема Эджбастон (Edgbaston), где для общины ораторианцев были построены пространные помещения, в которых Ньюмен прожил практически сорок лет (за исключением четырёх лет, проведённых в Ирландии).

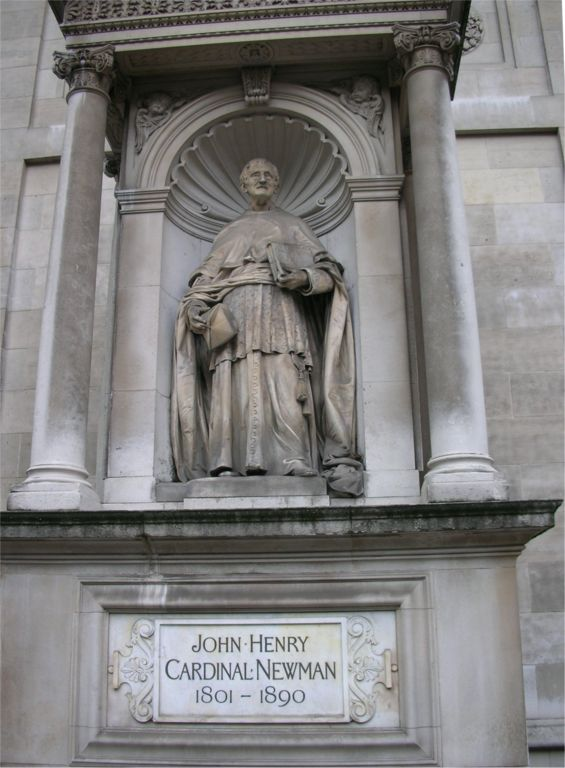
Статуя Ньюмена на внешней стене лондонской церкви Непорочного сердца Девы Марии, известной в народе как Бромптонский ораторий

До появления здания оратория в Эджбастоне, Ньюмен основал Лондонский ораторий, во главе которого он поставил о. Фредерика Фабера.

### Лекции о положении католиков в Англии
Антикатолицизм являлся одним из центральных элементов британской культуры со времён английской реформации XVI века. Согласно Д.Дж. Пазу, антикатолицизм был «интегральной частью того, что значило быть викторианцем (a Victorian)». Народное антикатолическое чувство было на подъёме в этот период: в частности, это было вызвано публикацией 29 сентября 1850 года буллы Universalis Ecclesiae Папы Пия IX, которая восстанавливала католическую иерархию и диоцезальную систему в Англии. Были созданы новые епископские кафедры; кардинал Николас Уайзмэн стал первым архиепископом Вестминстерским.

7 октября Уайзмэн провозгласил восстановление Папой католической иерархии в Англии в пастырском послании: 
«Католическая Англия была восстановлена на своей орбите на церковном небосклоне, с которого её свет исчез на долгое время, и заново начинает свой путь… вокруг центра единства, источника юрисдикции, света и силы».
Британская пресса, ведомая газетой The Times и журналом Панч, усмотрела в этом попытку Папства претендовать на юрисдикцию над Англией: восстановление католической иерархии в Англии было названо «Папской агрессией» (Papal Aggression). Премьер-министр, лорд Джон Рассел, написал публичное письмо епископу Дарема, в котором он осудил эту «попытку водрузить иностранное ярмо на наши умы и совесть». Антикатолическое выступление Рассела привело к общенациональным протестам против действий Папы. Это выступление под лозунгом «Нет папизму» (No Popery) вылилось в акты насилия по отношению к католическим священникам, которых избивали на улицах, и нападения на католические церкви.

Ньюмен стремился к тому, чтобы миряне были в первых рядах тех, кто публично защищал Католическую церковь: 
«[Католикам следует] воспользоваться этими преследованиями для масштабной организации, ходя по городам с лекциями или публичными речами».
Ньюмен подал личный пример, зарезервировав бирмингемскую хлебную биржу для ряда публичных лекций. Он принял решение придать своим лекциям более популярный характер и представить дешёвые буклеты слушателям. Эти «Лекции о нынешнем положении католиков в Англии» читались еженедельно, с 30 июня по 1 сентября 1851 года.
Всего было прочитано девять лекций:
1. Протестантское видение Католической церкви
2. Традиция, поддерживающая протестантское видение
3. Небылица — основание протестантского видения
4. Истинное свидетельство недостаточно для протестантского видения
5. Логическая непоследовательность протестантского видения
6. Предрассудок — жизнь протестантского видения
7. Предполагаемые принципы интеллектуального основания протестантского видения
8. Невежество в отношении католиков — защита протестантского видения
9. Обязанности католиков в отношении протестантского видения,

которые составили девять глав позднее опубликованной книги. Сразу после первого издания некоторые параграфы были исключены из текста ввиду результатов «дела Джакинто Акилли» так как «суд признал их клеветой 24 июня, 1852 года».
Эндрю Нэш описывает эти лекции как «анализ этой [антикатолической] идеологии, выставляющий её в комическом свете, демонстрирующий ложность традиций, на которых она была основана, и дающий католикам совет в том, как им следует отвечать на неё. Они были первыми лекциями такого типа в английской литературе».

Джон Уолфф (John Wolffe) рассматривает эти лекции как: 
«интересный подход к проблеме антикатолицизма со стороны наблюдателя, чья пристрастность не стала причиной скатывания к просто полемике и который обладал преимуществом рассматривания религиозного поля битвы с обеих сторон…»
Реакция на лекции разделилась ровно между католиками и протестантами. Католики вдохновлённо их приветствовали. Автор рецензии, опубликованной в католической газете The Rambler, видел в них то, что «даёт ключ ко всей тайне антикатолической враждебности и демонстрирует особую точку атаки, на которую должны быть направлена наша полемическая энергия.» Протестантский ответ был, предсказуемо, менее позитивным. Архидиакон Юлий Хар (Julius Hare) отметил, что Ньюмен «определённо настроен говорить то, что ему захочется, несмотря на факты и разум».

Уилфред Ворд (Wilfred Ward), первый биограф Ньюмена, так описал эти лекции: 
«И имеем перед собой необычайно интересное зрелище, в котором авторитетный религиозный апологет впервые, в возрасте пятидесяти лет, даёт волю чувству бесшабашного веселья и дарам юмористического письма, которое, будь оно расширенно на иные темы, естественным образом украсило бы страницы Punch Таккерея.»
Иан Кер (Ian Ker) высоко отозвался о сатире Ньюмена. Он отмечает, что Ньюменовская образность обладает «грубым, свифтианским привкусом» и может быть «гротескной в диккенсонианской манере».
Сам Ньюмен описал эти лекции как свою «лучшую книгу».

## Труды
Англиканский период
- The Arians of the Fourth Century (1833)
- Tracts for the Times (1833—1841)
- British Critic (1836—1842)
- On the Prophetical Office of the Church (1837)
- Lectures on Justification (1838)
- Parochial and Plain Sermons (1834—1843)
- Select Treatises of St. Athanasius (1842, 1844)
- Lives of the English Saints (1843-44)
- Essays on Miracles (1826, 1843)
- Oxford University Sermons (1843)
- Sermons on Subjects of the Day (1843)

Католический период
- Essay on the Development of Christian Doctrine (1845)
- Retractation of Anti-Catholic Statements (1845)
- Loss and Gain (роман — 1848)
- Faith and Prejudice and Other Unpublished Sermons (1848—1873; collected 1956)
- Discourses to Mixed Congregations (1849)
- Difficulties of Anglicans (1850)
- The Present Position of Catholics in England (1851)
- The Idea of a University (1852, 1858)
- Cathedra Sempiterna (1852)
- Callista (роман — 1855)
- The Rambler (ред.) (1859—1860)
- Apologia Pro Vita Sua (религиозная автобиография — 1864; дополненное переиздание, 1865)
- Letter to Dr. Pusey (1865)
- The Dream of Gerontius (1865)
- An Essay in Aid of a Grammar of Assent (1870)
- Sermons Preached on Various Occasions (various/1874)
- Letter to the Duke of Norfolk (1875)
- Five Letters (1875)
- Sermon Notes (1849—1878)
- Select Treatises of St. Athanasius (1881)
- On the Inspiration of Scripture (1884)
- Development of Religious Error (1885)

Прочие работы разных периодов
- Historical Tracts of St. Athanasius (1843)
- Essays Critical and Historical (various/1871)
- Tracts Theological and Ecclesiastical (various/1871)
- Discussions and Arguments (various/1872)
- Historical Sketches (various/1872)
- Addresses to Cardinal Newman and His Replies, with Biglietto Speech (1879)

Сборники
- Realizations: Newman’s Own Selection of His Sermons (edited by Vincent Ferrer Blehl, S.J., 1964). Liturgical Press, 2009. ISBN 978-0-8146-3290-1
- Mary the Second Eve (compiled by Sister Eileen Breen, F.M.A., 1969). TAN Books, 2009. ISBN 978-0-89555-181-8